# Rybaxis obliquedens
Rybaxis obliquedens är en skalbaggsart som beskrevs av Henry Clinton Fall 1927. Rybaxis obliquedens ingår i släktet Rybaxis och familjen kortvingar. Inga underarter finns listade i Catalogue of Life.